# Calle 36 (línea de la Cuarta Avenida)
La Calle 36 es una estación en la línea de la Cuarta Avenida del metro de la ciudad de Nueva York, localizada en la Calle 36 y la Cuarta Avenida en Sunset Park, Brooklyn.
Esta es una estación expresa con dos plataformas centrales y cuatro vías. Los trenes de los servicios M y R proveen servicio local, mientras que los trenes de los servicios N y D operan como trenes expresos (excepto durante las altas horas de la noche, cuando proveen los servicios locales). Durante las altas horas de la noche, esta estación es la terminal terminal del extremo norte para el servicio expreso R hacia Bay Ridge–Calle 95. Al Sur de aquí, los trenes de los servicios  y  continúan en la cuarta Avenida, mientras que los trenes de los servicios  y  divergen al este de la línea West End.
Esta es una de las estaciones nombradas como la "Calle 36" servida por los trenes del servicio . La otra es la estación de la Calle 36 en la línea Queens Boulevard.
La estación de la Calle 36 se sometió a varias revisiones y reparaciones entre 1998 a 1999. La estación de la Calle 36 fue reparada y se implementó el sistema para discapacitados ADA. El MTA reconstruyó escaleras, mejoramiento de paredes, nuevas baldosas, se actualizó el sistema de electricidad y luces, rayas amarillas del sistema ADA, nuevas vías para los trenes de los servicios locales y expresos y también se instaló piezas de arte alrededor de la estación.

## Conexiones de autobuses
- B70 al sur del VA Hospital en Bay Ridge